# Jolantha Seyfried
Jolantha Seyfried   (Viena, 1964) és ballarina de ballet austríaca i professora universitària. Va ser la primera ballarina solista del Ballet de l'Òpera Estatal de Viena i ara és professora de dansa al Conservatori de Viena.
Va rebre la seva formació del 1971 al 1979 a l'escola de ballet de l'Òpera Estatal de Viena, així com al Centre de dansa internacional Rosella Hightower i Gabriel Popescu. El 1979 es va dedicar al Cos de Ballet de l'Òpera Estatal de Viena, el 1984 es va convertir en ballarina solista (amb Gerhard Brunner).
El 1985 es va casar amb el futur ballarí solista Wolfgang Grascher i va donar a llum al seu fill el 1986. El 1990 va néixer la seva primera filla. Després d'aquest parèntesi professional durant dos anys, va tornar a l'Opera Estatal el 1993 sota la direcció d'Anne Woolliams. El 1998 va ser nomenada primera ballarina solista per Renato Zanella (cap del ballet vienès del 1995 al 2005). El 2000 va néixer la seva segona filla, després de la qual només va tornar als escenaris de l'Opera Estatal amb petits papers i la va deixar completament el 2003.
El 2001 va començar a dedicar-se a la tasca educativa, primer amb el projecte "off ballet special", un projecte iniciat per Renato Zanella i Katalin Zanin per a ballarins amb o sense discapacitat. Del 2002 al 2003 va ser entrenadora de la companyia de ballet i professora de la Wr. Òpera Estatal. El 2004 va assumir la direcció de la Wr. State Opera (amb Renato Zanella fins al 2005, després Gyula Harangozó), que va mantenir fins al 2010. Des del 2012 és professora de dansa al "Conservatory Vienna Private University".

## Creació artística
Va ballar tots els grans papers del repertori de ballet clàssic, com ara B. "Odette / Odile" al llac dels cignes (Rudolf Nuréiev), "Marie" a Trencanous (Iuri Grigoróvitx), "Juliet" a Romeo i Julieta (John Cranko), "Kitri" a Don Quichotte (Rudolf Nuréiev), "Raymonda "al ballet del mateix nom (Rudolf Nuréiev)," Aurora "a La Bella Dorment (Rudolf Nuréiev, Peter Wright)," Lise "a La fille mal gardee (Frederick Ashton), etc. També va ballar en coreografies de George Balanchine (4 Temperaments, Symphony in C, Apollo), Léonide Massine (der Dreispitz), Grete Wiesenthal (sang vienesa, la mort i la donzella, dansa de trepitjar el vi), així com coreògrafs contemporanis com John Neumeier (A Midsummer Night's Dream, Daphnis and Cloe, The Firebird, Mozart 338), Jiří Kylián (Simfonia en re, Retorn d'un país estranger, Nit transfigurada), Hans van Manen (Cançons sense paraules, Gran fuga, Pastís negre), Rudi van Dantzig (Quatre darreres cançons), Ruth Berghaus (Orpheus), Heinz Spoerli (Pulcinella), Renato Zanella (lloc buit, La chambre, Sacre, Mata Hari, Alles Walzer, Cschenbrödel) i altres.
Va fer una excursió a l'escena de la dansa independent el 1992 amb Jacqueline du Pré de Manfred Aichinger i Nikolaus Selimov, i el 2009 com a "Margarethe Wallmann" a la producció Wallfrau de Renato Zanella a l'Odeon de Viena.
Ha aparegut com a solista en nombrosos concerts de Cap d'Any de la Filharmònica de Viena, per exemple. B. 1987 amb Herbert von Karajan.
Entre els seus socis internacionals hi havia Peter Schaufuss, Anthony Dowell, Gyula Harangozo, Tamas Solymosi, Manuel Legris i Jay Jolly. Va fer gires per Europa, així com per Israel, Japó, Corea del Sud, Tailàndia i Cuba.

## Premis
- El 1996 Edeltraud Brexner li va lliurar el Fanny-Elßler-Ring, que va conservar fins al 2004, després del qual el va passar a Dagmar Kronberger. L'anell que porta el nom de Fanny Elßler (1810–1884) va ser donat per Riki Raab el 1960 i, com l'anell d'Iffland, es transmet a una ballarina austríaca activa.[1]
- El 2005 va ser guardonada amb la Creu d'Honor d'Àustria per a la Ciència i l'Art, de 1a classe.[2]